# Potenza Calcio
Il Potenza Calcio S.r.l., meglio noto come Potenza, è una società calcistica italiana con sede nella città di Potenza. Milita in Serie C, la terza divisione del campionato italiano. Disputa le gare casalinghe presso lo stadio Alfredo Viviani. Nel corso della sua storia il calcio cittadino è stato rifondato diverse volte a seguito di fallimento o scioglimento.
Il primo club cittadino fu fondato originariamente nel 1920 e ha avuto il suo massimo splendore negli anni sessanta, disputando cinque campionati consecutivi di Serie B tra le stagioni 1963-1964 e 1967-1968. Vanta inoltre 30 partecipazioni al terzo campionato italiano di calcio tra Prima Divisione (del 1934-1935), Serie C e Serie C1. È l'unica squadra lucana a comparire tra i primi cento posti nella graduatoria della tradizione sportiva secondo i criteri della Federazione Italiana Giuoco Calcio occupando il 77º posto, con alle spalle mezzo secolo di partecipazioni a campionati professionistici.

## Storia
La società fu fondata nel 1920 da Alfredo Viviani, appassionato di calcio originario della Basilicata, trasferitosi per motivi di lavoro da Milano a Potenza. Inizialmente una polisportiva denominata Sport Club Lucano, il club disponeva di due sezioni di atletica leggera e calcio. Il primo campo da gioco fu il Campo Sportivo di Montereale, che venne costruito alla fine dell'anno 1921 dal 29º Reggimento di Fanteria, rientrato a Potenza dopo la fine della prima guerra mondiale. Nello stesso anno iniziò l'attività calcistica a carattere episodico in ambito regionale. Il primo presidente fu l'avvocato Domenico Bavusi che, per la sua competenza legale, formula anche il regolamento del sodalizio. La squadra non prese parte a competizioni ufficiali fino alla stagione 1933-1934, in cui partecipò per la prima volta al campionato di Seconda Divisione, venendo ammesso al termine della stagione in Prima Divisione, che si chiamerà Serie C dall'anno seguente. Nel 1936 il sodalizio cambia denominazione in Associazione Sportiva Potenza, nel 1941 in Associazione Polisportiva Lucana Potenza e nel 1942 in Associazione Polisportiva Lucana. Il club milita nella terza serie nazionale fino al torneo 1942-1943, l'ultimo prima dell'interruzione dei campionati a causa dello scoppio della seconda guerra mondiale. Alla ripresa delle attività agonistiche la società venne ricostituita con la nuova denominazione di Sport Club Potenza e si affiliò alla Lega Nazionale Centro-Sud di Serie C. Dopo altri quattro campionati di Serie C il Potenza retrocesse nel campionato interregionale di Promozione ed a causa delle scarse risorse finanziarie cambiò denominazione in S.C. Monticchio Potenza, dall'omonimo sponsor produttore di acque minerali, rappresentando uno dei primi casi di sponsorizzazione nel calcio italiano. Dopo tredici anni di militanza nei campionati interregionali e regionali, ed il ritorno alla storica denominazione nel 1960, il Potenza tornò in Serie C al termine del campionato di Serie D 1960-1961.

Paolo Vaini nel 1963.

Il campionato 1962-1963 rappresentò una stagione importante per il club, che conquistò una storica promozione in Serie B con Egizio Rubino allenatore, il quale rimase sulla panchina lucana anche nei successivi due anni. Nel campionato cadetto degli anni sessanta la squadra fu protagonista in stadi prestigiosi, destando l'attenzione nazionale per i brillanti risultati sportivi conseguiti grazie anche a giovani di belle speranze che non tardarono ad affermarsi in squadre di Serie A, taluni approdando anche nella Nazionale Maggiore. Il 1964-1965 fu, in assoluto, l'anno migliore di tutta la storia del Potenza che riuscì ad ottenere un ottimo 5º posto ed arrivò ad un passo dalla Serie A grazie al valido contributo del bomber Roberto Boninsegna, futuro giocatore di Inter, Juventus e della nazionale italiana ai mondiali 1970. Celebre fu l'attacco mitraglia, capace di divenire a fine stagione il miglior attacco della serie B con 55 reti e il secondo miglior attacco delle serie professionistiche alle spalle dei campioni d’Italia dell’Inter. Tali prestazioni valsero alla squadra, da parte della stampa nazionale, l'appellativo di Potenza Miracolo. Nel 1967-1968 arrivò, dopo 5 stagioni di serie B, la retrocessione: la squadra si classificò ultima dopo un campionato che l'aveva vista in grande difficoltà.

Il Potenza 1978-1979.

A partire dal 1968 e fino al 1973 il sodalizio rossoblù rimase in Serie C. Dopo una nuova retrocessione, dal 1973 al 1975 disputò campionati di Serie D. Partita memorabile nella storia del club fu lo spareggio promozione del 1975 fra Potenza e Juventus Stabia sul campo neutro dello Stadio della Vittoria di Bari, vinto dai lucani per 1-0 grazie a Nando Scarpa davanti ad un nutrito seguito di sostenitori di entrambe le squadre. Quindi fu nuovamente Serie C, ma durò un solo anno: la squadra riuscì infatti a centrare una nuova promozione dopo solo due anni di esilio nei dilettanti. Dopo otto stagioni consecutive di Serie C2 arrivò la retrocessione in Interregionale e il primo fallimento, nel 1986. La tradizione calcistica cittadina venne ereditata dalla Polisportiva Edilpotenza, che ripartì dai campionati regionali, cambiando denominazione in Potenza Calcio S.p.A. nel 1987 e riuscendo a risalire in Serie C2 nel 1988, venendo riammesso per meriti sportivi. Il sodalizio potentino manterrà la categoria per le tre stagioni successive. Al termine della stagione 1991-1992, il Potenza guidato da Salvatore Di Somma vince il campionato classificandosi al primo posto, facendo sua la gara decisiva al Viviani tra il Potenza e il Latina per 1-0, riapprodando così in Serie C1.

Francesco Colonnese nel 1990.

La società riuscì a mantenere la categoria nelle stagioni successive fino alla stagione 1993-1994, in cui, per inadempienze economiche, il sodalizio lucano fallì per la seconda volta, nonostante in campionato avesse mancato di pochissimo i play-off per la promozione in serie B. Nello stesso anno (1994) la squadra Polisportiva Banca Mediterranea Invicta Potenza vinse il campionato di Eccellenza lucana e si iscrisse al Campionato Nazionale Dilettanti, ereditando così la tradizione calcistica cittadina. Questa società cambiò denominazione in Unione Calcio Potenza nel 1995, in Football Club Potenza S.p.A. nel 1999 e in Football Club Potenza S.r.l. nel 2002, disputando campionati di Serie D fino ai primi anni duemila, senza riuscire a ritornare nel calcio professionistico.
A partire dalla stagione 2002-2003 una seconda società potentina partecipò al campionato di Serie D: si trattava dell'Associazione Sportiva Calcio Potenza, che nella stagione precedente aveva vinto il campionato regionale di Eccellenza Basilicata e che utilizzò nei primi anni di vita, in luogo del tradizionale leone rampante, un logo rappresentante una stella, oltre ai classici colori rosso e blu delle compagini potentine del passato. Nella stagione 2003-2004 questa nuova società sfiora la promozione diretta arrivando seconda, venendo poi ripescata in Serie C2, diventando la prima squadra cittadina a partire dalla stagione 2004-2005, date le vicissitudini societarie del F.C. Potenza che era invece retrocesso in Seconda Categoria. L'A.S.C. Potenza, divenuta Associazione Sportiva Calcio Potenza S.r.l., eredita quindi la tradizione calcistica cittadina. Il 16 giugno 2006 la società viene acquistata da Giuseppe Postiglione, imprenditore potentino proprietario di un gruppo editoriale. Nella stagione 2006-2007, dopo due anni di permanenza in serie C2, il sodalizio ritorna alla denominazione storica di Potenza Sport Club, classificandosi a fine campionato al 3º posto nel girone C e partecipa ai play-off per la promozione. La squadra vinse i play-off avendo la meglio nella doppia finale contro il Benevento, conquistando così nuovamente la Serie C1 dopo 13 anni di assenza.
La squadra riuscì ad ottenere la salvezza sul campo o tramite ripescaggio fino alla stagione 2009-2010, nella quale il club lucano viene coinvolto in un grave scandalo legato al calcioscommesse: il 23 novembre 2009 si verifica l'arresto del presidente Giuseppe Postiglione e di altri personaggi legati alla società lucana tra cui dirigenti e collaboratori, con l'accusa di frode sportiva volta ad alterare i risultati di alcune partite di calcio di diverse squadre partecipanti sia alla Lega Pro che alla Serie B. La vicenda fece piombare nel caos la società, che si vide costretta a ridimensionare l'organico per far fronte alla crisi di liquidità. Gli organi di giustizia della FIGC stabiliscono quindi l'inibizione per 5 anni del presidente Giuseppe Postiglione e il declassamento d'ufficio all'ultimo posto e retrocessione in Seconda Divisione della squadra, che sul campo però evitò l'ultima posizione ed ottiene una permanenza morale in categoria, fortemente voluta da tutto l'ambiente per sconfessare il discredito generale. Il sodalizio venne ammesso in soprannumero al campionato regionale di Eccellenza e nella stagione 2011-2012, dopo aver rinunciato a disputare la gara prevista alla prima giornata, la squadra si ritirò dal campionato e pertanto la società viene cancellata dai ruoli federali. La tradizione calcistica cittadina in questa stagione viene ereditata dall'A.S.D. Atletico Potenza, che conquistò la promozione in Serie D vincendo il campionato di Eccellenza, cambiando ufficialmente denominazione in Società Sportiva Dilettantistica Città di Potenza S.r.l. Il rinnovato sodalizio disputa però solo il campionato di Serie D 2012-2013, retrocedendo a fine stagione e non presentando la domanda d'iscrizione al successivo torneo.
La stagione 2013-2014 vede la nascita di una nuova società, il Football Club Dilettantistico Rossoblu Potenza, nata dalla fusione tra Atella Monticchio di Eccellenza e Controsenso Potenza di Promozione, che raccoglie la tradizione calcistica cittadina vincendo il campionato di Eccellenza e venendo promossa in Serie D. Durante l'estate la società cambia nome in Potenza Football Club. La nuova società negli anni seguenti ottenne risultati altalenanti nel campionato di Serie D, subendo diversi cambi di proprietà in poco tempo: nel 2014 passa da Antonello Grignetti a Maurizio Notaristefani e nel 2015, anno in cui il sodalizio assume la denominazione di Società Sportiva Dilettantistica Potenza Calcio a r.l., agli imprenditori campani Andrea Vertolomo e Umberto Vangone. Le vicissitudini societarie spingono in secondo piano il ritorno del Potenza nella Coppa Italia nazionale nella gara di esordio ufficiale della stagione 2015-2016, in cui, schierando la formazione Juniores, perde contro il Cittadella per 15-0, lo scarto di reti più grande nella storia del trofeo. Nel campionato 2016-2017 l'accesa protesta della tifoseria nei confronti del duo Vertolomo-Vangone, dovuta agli scarsi risultati conseguiti, causa la cessione della società ad un gruppo imprenditoriale irpino-lucano nel mese di febbraio. A campionato finito la società lucana vede l'ingresso nel mese di luglio di Salvatore Caiata come socio di maggioranza e presidente. La nuova gestione ingaggia per il campionato di 2017-2018 l'allenatore Nicola Ragno, fresco vincitore del girone H alla guida del Bisceglie. Sotto la guida del nuovo tecnico, il 29 aprile 2018 il Potenza si garantisce il ritorno in Serie C vincendo il campionato con una giornata di anticipo sulla fine della stagione regolare.
Durante l'estate del 2018 la società, ritornata nel professionismo, cambia denominazione in Potenza Calcio S.r.l. Il 31 gennaio 2022 a seguito dei cattivi risultati del Potenza Calcio che si susseguono da ormai due anni, il presidente, Salvatore Caiata, decide di dimettersi e di lasciare l'intero pacchetto azionario all'associazione gestita da Michele Falasca. Arriverà comunque alla fine della stagione con la salvezza, per poi lasciare la proprietà e la presidenza al nuovo patron Donato Macchia nel giugno 2022.

## Colori e simboli

### Colori
La divisa di gioco tradizionale del Potenza è composta da una maglia a strisce verticali rosse e blu e pantaloncini blu, tuttavia in alcune stagioni sono state realizzate versioni della divisa con alcune variazioni rispetto al tema classico, in genere utilizzando comunque i colori rosso e blu per la divisa principale.
La seconda maglia è tradizionalmente bianca con eventuali inserti rossoblù di vario tipo; anche per la maglia di riserva si sono avute diverse varianti nel corso degli anni.
Il 24 giugno 2023 sono state presentate le nuove maglie Adidas per la stagione 23/24.
| 1ª divisa 1966-1967 | 1ª divisa 2014-2015 | 1ª divisa 2015-2016 | 1ª divisa 2016-2017 | 1ª divisa 2017-2018 | 1ª divisa 2018-2019 | 1ª divisa 2019-2020 | divisa celebrativa 2019-2020 |

### Simboli ufficiali

#### Stemma
Il primo stemma in assoluto presente sulle maglie del Potenza apparve nella stagione 1948-1949 ed era costituito da uno scudetto rosso e blu con una "P" al centro. I successivi loghi societari che si sono susseguiti nel tempo hanno sempre avuto un legame tra loro dovuto alla rappresentazione del leone rampante su sfondo rossoblù, ispirandosi allo stemma del consiglio cittadino. Il logo attuale è nato nella stagione 2018-2019 e riporta al suo interno la storica denominazione "Potenza Sport Club 1919", il cui utilizzo è stato concesso alla società nel dicembre 2017.

Lo stemma del Potenza SC, utilizzato dal 2007 al 2011.
Lo stemma del Rossoblu Potenza, utilizzato nella stagione 2013-2014.
Lo stemma del Potenza FC, utilizzato nella stagione 2014-2015.
Lo stemma della SSD Potenza Calcio, in uso dal 2015 al dicembre 2017.
Lo stemma utilizzato dal dicembre 2017 all'agosto 2022
Lo stemma utilizzato dal 2022 ad oggi.

#### Inno
Nel corso della lunga storia della società sono stati realizzati diversi inni, di seguito la lista completa:
- Gino Valli / Pino di Modugno - Forza Potenza (1966)
- Gigino Labella - Lu Tifos (1975)
- Pasquale Scarano / Vito Lisi - Canto Rossoblu (1991)
- Bonaventura Postiglione / Francesco Rizzo - Il Canto Rossoblu (2007)
- Ugo Bezzi - Cuore Rossoblu (2008)

#### Mascotte
Dalla stagione 2013-2014 la mascotte ufficiale della squadra è Leo, un pupazzo con le sembianze di un leone antropomorfo che indossa una casacca rossoblù, ovvio riferimento al leone rampante, simbolo della società. Leo solitamente intrattiene i tifosi presenti allo stadio nel prepartita degli incontri casalinghi del Potenza, oltre ad essere presente in alcuni eventi riguardanti il club.

## Strutture

### Stadio

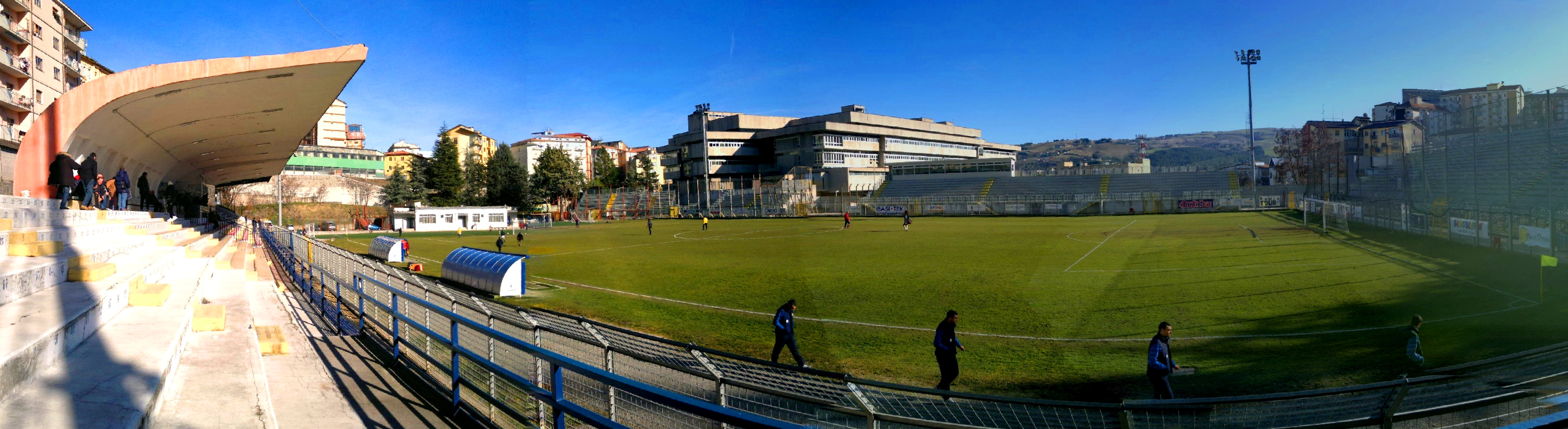
Panoramica del 2012 dello stadio Alfredo Viviani, impianto casalingo del Potenza dal 1934

Il primo campo da gioco del club fu allestito nella Piazza d'Armi di Montereale, nei primi mesi del 1921, da un gruppo di recluto arrivate da Casale Monferrato al 29º Reggimento di Fanteria di stanza nel capoluogo lucano.
Lo stadio Alfredo Viviani, che tuttora ospita le partite casalinghe del Potenza, fu costruito nel 1934 ed inaugurato nello stesso anno come Campo Sportivo del Littorio; nel secondo dopoguerra il nome venne temporaneamente cambiato in Campo Sportivo Italia. Fu intitolato al fondatore del sodalizio potentino, Alfredo Viviani, nel 1948. La conformazione attuale dello stadio deriva da vari ampliamenti ed ammodernamenti che si sono susseguiti nel corso del tempo. Ha una capienza di 4 977 posti suddivisi in quattro settori: tribuna coperta, distinti scoperti, curva e settore ospiti.

### Centro di allenamento
I potentini disputano le proprie sedute di allenamento presso lo stadio Alfredo Viviani.

## Società

### Organigramma societario
Di seguito l'attuale organigramma della società.
- Presidente - Donato Macchia
- Amministratore Delegato - Nicola Macchia
- Direttore Sportivo - Vincenzo De Vito
- Segretario Generale e Sportivo - Vincenzo D’Ambrosio
- Responsabile Amministrazione Finanza e Controllo - Fabio Santarcangelo
- Club Manager - Carmine Tramutola
- Team Manager - Paolo Fatigante
- Allenatore Prima Squadra - Pietro De Giorgio
- Allenatore In Seconda Prima Squadra - Gerardo Alfano
- Preparatore Atletico - Andy Bangu, Roberto De Luce e Domenico Bronzi
- Preparatori Dei Portieri - Antonio Macrì
- Supporter Liaison Officer - Antonio Soldo
- Addetto agli Arbitri -
- Dirigente Settore Giovanile - Alessandro Smaldone
- Allenatore Primavera e Coordinatore della Metodologia del Settore Giovanile - Nicola Tramutola e Pasquale Schiattarella
- Match Analyst - Giorgio Di Pasquale
- Medico Responsabile Sanitario - Francesco Miele
- Social Media Manager - Mario Pesarini
- Graphic Designer - Luca Sanchirico
- Fotografo - Nicola Remollino
- Ufficio Stampa - Mario Pesarini
- Ufficio Commerciale - Domenico Sangiacomo
- Magazzinieri - Mario Romaniello e Rocco Barra

### Sponsor
Di seguito la cronologia dei fornitori tecnici e degli sponsor ufficiali.
| Cronologia degli sponsor tecnici - 1983-1988 N2 - 1988-1989 Non presente - 1989-1990 N2 - 1990-1994 Asics - 1994-1996 Erreà - 1996-1997 Devis/Erreà - 1997-2001 Erreà - 2001-2002 Legea - 2002-2004 Zeus Sport - 2004-2005 Royal/Zeus Sport - 2005-2006 Zeus Sport - 2006-2011 Legea - 2011-2012 Zeus Sport - 2012-2013 Royal - 2013-2014 Givova - 2014-2017 Erreà - 2017-2018 Nike - 2018-2023 Erreà - 2023-oggi Adidas | Cronologia degli sponsor ufficiali - 1949-1960 Acque Minerali Monticchio - 1960-1981 non presente - 1981-1982 Latte Rugiada - 1982-1984 Banca Pop. Coop. Pescopagano - 1984-1985 Vivalat - Basilicata Latte - 1985-1986 non presente - 1986-1987 Duebal - 1987-1988 PMP Prefabbricazione - 1988-1990 Inca International - 1990-1992 Assicurazioni Assimoco Basilicata - 1992-1993 Pasta Divella - 1993-1995 Banca Mediterranea - 1995-1996 Naturalat (a fine campionato) - 1996-1997 Città di Potenza, Centro di Fisio Chinesi Terapia CFKT - 1997-1998 Città di Potenza, Concessionaria AutoElite dei Fratelli Pessolano - 1998-1999 non presente - 1999-2000 La Gazzetta del Mezzogiorno - 2000-2001 IMR Group (a inizio campionato) - 2001-2002 Cementeria Costantinopoli - 2002-2004 Mondo Maratea - Gruppo Fintur - 2004-2005 Gamesa - 2005-2006 Acqua Futurella - 2006-2007 Frama - Gruppo Calluori - 2007-2008 AIAS (a fine campionato) - 2008-2010 Pelplast - 2010-2011 non presente - 2011-2012 Sara Assicurazioni, Istar Solar - 2012-2013 Cardio-Tek - 2013-2014 Gallery Gioielli, Euro Poste - 2014-2015 Corvezzo Wine - 2015-2017 Nusco Porte e Finestre - 2017-2018 Venum 3.0, BCC Basilicata - 2018-2019 BCC Basilicata - 2019-2021 BCC Basilicata, Cargo, C&P - 2021-2022 BCC Basilicata, Cargo, Tenka Group - 2022-2023 Ares, Idoka Costruzioni, Guglielmi Serramenti - 2023-2024 Cargo, Ares, OmniaWork - 2024-2025 Cargo, Sabia Design Center, OmniaWork |

### Impegno nel sociale
Il Potenza Calcio si impegna in iniziative a sfondo benefico e solidaristico in collaborazione con la BCC Basilicata, come in occasione della prima Giornata Mondiale della Povertà del 19 novembre 2017 indetta da Papa Francesco, nella quale presso lo Stadio Alfredo Viviani è stata organizzata la prima colletta alimentare mai realizzata in Europa all'interno di uno stadio di calcio, insieme all'associazione Io Potentino Onlus, o con il sostegno al progetto Wear The Laces di Special Olympics a supporto delle attività sportive per persone con disabiltà.
L'8 febbraio 2018, su iniziativa della società, è stata trasmessa la cronaca diretta della partita di Coppa Italia di Serie D tra Potenza e Igea Virtus, il cui commento è stato tradotto simultaneamente in lingua dei segni per la prima volta a livello mondiale, per poter permettere la fruizione della trasmissione anche ai non udenti.

### Settore giovanile
Il settore giovanile del Potenza Calcio partecipa ai campionati Primavera 3, Under-15 ed Under-17 organizzati dalla Lega Italiana Calcio Professionistico.

## Diffusione nella cultura di massa
Nella puntata del programma televisivo Annozero andata in onda su Rai 2 il 15 novembre 2007 fu intervistato Alessandro Galella, allora capo ultrà del Potenza, in merito alla situazione del movimento ultrà in Italia ed al funerale di Gabriele Sandri.
Nella quattordicesima edizione del programma televisivo L'anno che verrà, trasmessa su Rai 1 nella notte di capodanno tra il 31 dicembre 2016 e il 1º gennaio 2017, il conduttore Teo Teocoli in uno sketch esegue la sua celebre imitazione del calciatore Mario Balotelli, invitandolo a giocare nel Potenza Calcio.
Il trio comico lucano La Ricotta ha partecipato alla campagna di marketing della società per le stagioni 2017-2018 e 2018-2019.
La puntata di Rabona - Il colpo a sorpresa, programma televisivo a tema calcistico, andata in onda su Rai 3 il 30 novembre 2018 è stata dedicata all'attaccante del Potenza Carlos Clay França ed al suo rapporto con la tifoseria e la città di Potenza.

## Allenatori e presidenti
- 1920-1932 carica vacante
- 1933-1934  Giay
- 1934-1935  Giay (1ª-9ª)
 Luigi Perilli (10ª-13ª)
 Jenö Dietrich (14ª-26ª)
- 1935-1936  Mario De Palma
- 1936-1937  Umberto Zanolla
- 1937-1938  Armand Halmos
- 1938-1939  Guido Rigotti
- 1939-1941  Umberto Zanolla
- 1941-1942  Giuseppe Baccilieri
- 1942-1943  Angelo Mantovani (1ª-5ª)
carica vacante (6ª-11ª)
 Giovanni Godnik (12ª-22ª)
- 1943-1945 il club è inattivo per cause belliche.
- 1945-1946  Mario Foca (1ª-8ª)
carica vacante (9ª-26ª)
- 1946-1947  Rodrigo Lobello
- 1947-1948  Rodrigo Lobello (1ª-?ª)
 Secondo Roggero (?ª-30ª)
- 1948-1949  Secondo Roggero
- 1949-1950  Germano Mian
- 1950-1951  Mario Malatesta (1ª-20ª)
 Franceso Iusco e  Alfonso Picogna (21ª-23ª)
 Enrico Colombari (23ª-34ª)
- 1951-1952  Dino Lorenzini
- 1952-1953  Vittorio Mosele
- 1953-1954  Enrico Colombari
- 1954-1955  Oreste Brondi (1ª-9ª)
 Aldo Cecchetti (10ª-34ª)
- 1955-1956  Dino Bovoli (1ª-16ª)
 Alfredo Mancinelli (17ª-34ª)
- 1956-1957  Alfredo Mancinelli
- 1957-1958  Michele Frascione (1ª)
 Pietro Piselli (2ª-16ª)
 Pal Szalay (17ª-30ª)
- 1958-1959  Alfredo Mancinelli
- 1959-1962  Ulisse Giunchi
- 1962-1965  Egizio Rubino
- 1965-1966  Renato Lucchi
- 1966-1967  Alfredo Mancinelli
- 1967-1968  Alfredo Mancinelli (1ª-12ª)
 Antonio Pin (13ª-42ª)
- 1968-1969  Antonio Pin (1ª-2ª)
 Luigi Masperi (3ª-6ª)
 Ettore Trevisan (7ª-19ª)
 Luigi Masperi (20ª-38ª)
- 1969-1970  Umberto Mannocci (1ª-17ª)
 Alfredo Mancinelli (18ª-38ª)
- 1970-1972  Alfredo Mancinelli
- 1972-1973  Gino Raffin (1ª-14ª)
 Luigi Masperi (15ª-21ª)
 Giacomo De Caprio (22ª-38ª)
- 1973-1974  Alfredo Mancinelli
- 1974-1975  Lino De Petrillo
- 1975-1976  Angelo Carrano (1ª-12ª)
 Alfredo Mancinelli (13ª-16ª)
 Giacomo De Caprio (17ª-25ª)
 Luigi Masperi (26ª-38ª)
- 1976-1977  Adelmo Eufemi (1ª-22ª)
 Luigi Masperi (23ª-34ª)
- 1977-1978  Lino De Petrillo (1ª-22ª)
 Alfredo Mancinelli (23ª-34ª)
- 1978-1979  Alfredo Mancinelli (lug.-ago.)
 Luigi Masperi (1ª-2ª)
 Remo Bertoni (3ª-16ª)
 Luigi Masperi (17ª-34ª)
- 1979-1980  Alfredo Mancinelli (1ª-13ª)
 Egizio Rubino (14ª-34ª)
- 1980-1981  Egizio Rubino
- 1981-1982  Ettore Recagni (1ª-21ª)
 Egizio Rubino (22ª-34ª)
- 1982-1983  Renzo Aldi
- 1983-1984  Francesco Paolo Specchia
- 1984-1985  Vincenzo Triani (1ª-10ª)
 Pietro Cucchi (11ª-34ª)
- 1985-1986  Urano Navarrini (1ª-15ª)
 Pietro Tomei (16ª-18ª)
 Alfredo Mancinelli (19ª-34ª)
- 1986-1987  Gaetano Montenegro
- 1987-1988  Savino Parente (1ª-6ª)
 Ezio Gaddi (7ª-30ª)
- 1988-1989  Luigi Milan (1ª-16ª)
 Gennaro Fiatamone (17ª)
 Luciano Pirazzini (18ª-34ª)
- 1989-1990  Luciano Aristei
- 1990-1991  Salvatore Di Somma (1ª-19ª)
 Nello Santin (20ª-28ª)
 Salvatore Di Somma (29ª-34ª)
- 1991-1992  Salvatore Di Somma
- 1992-1993  Paolo Lombardo (1ª-25ª)
 Gerardo Passarella (26ª-34ª e spareggio)
- 1993-1994  Marcello Pasquino
- 1994-1995  Pasquale Arleo (1ª-2ª)
 Gerardo Passarella (3ª-4ª)
 Luciano Aristei (5ª-34ª)
- 1995-1996  Pietro Cucchi (1ª-19ª)
 Pietro Fontana (20ª-31ª)
 Antonio Nolè (32ª-34ª)
- 1996-1997  Nevio Orlandi
- 1997-1998  Pietro Santin (1ª-20ª)
 Marcello Pasquino (21ª-38ª)
- 1998-1999  Marcello Pasquino
- 1999-2000  Stefano Sanderra
- 2000-2001  Mario Somma (1ª-7ª)
 Franco Di Tommaso (8ª-9ª)
 Massimo Morales (10ª-21ª)
 Giuseppe De Paolis (21ª-36ª)
- 2001-2002  Corrado Urbano (1ª-3ª)
 Pietro Lombardi (4ª-18ª)
 Maurizio Codispoti (19ª-28ª)
 Corrado Urbano (29ª-34ª)
- 2002-2003  Corrado Urbano (1ª-25ª)
 Giuseppe Bardi e  Salvatore Santarsiero (25ª-26ª)
 Corrado Urbano (27ª-34ª)
- 2003-2004  Carlo Lanza (1ª-8ª)
 Guglielmo Bacci (9ª)
 Carlo Lanza (10ª-19ª)
 Carmelo Condemi (20ª-28ª)
 Corrado Urbano (29ª-34ª)
- 2004-2005  Domenico Giacomarro (1ª-21ª)
 Dario Bonetti (22ª-34ª)
- 2005-2006  Antonio Porta
- 2006-2007  Francesco Dellisanti (1ª-23ª)
 Pasquale Arleo (24ª-34ª e play-off)
- 2007-2008  Pasquale Arleo (1ª-10ª)
 Antonio Falanga (11ª)
 Marco Tosi (12ª-21ª)
 Pasquale Arleo (22ª-34ª)
- 2008-2009  Odoacre Chierico (1ª-2ª)
 Carmine Gautieri (3ª-12ª)
 Pasquale Arleo e  Andrea Santersiero (13ª-30ª)
 Giuseppe Catalano e  Giuseppe De Stefano (31ª-34ª)
- 2009-2010  Ezio Capuano (1ª-5ª)
 Francesco Monaco (6ª-9ª)
 Ezio Capuano (10ª-34ª)
- 2010-2011  Tonino Falanga (ago.)
 Giuseppe Bardi (1ª-6ª)
 Alberigo Volini (7ª-32ª)
- 2011-2012  Nicola Tramutola (1ª-6ª)
 Giuseppe Camelia (7ª-30ª)
- 2012-2013  Sergio La Cava (1ª-7ª)
 Alberigo Volini (8ª-10ª)
 Massimo Agovino (11ª-14ª)
 Alberigo Volini (14ª-17ª)
 Gerardo Passarella (18ª-34ª)
- 2013-2014  Giuseppe Camelia
- 2014-2015  Domenico Giacomarro
- 2015-2016  Massimo Agovino (1ª-4ª)
 Salvatore Marra (5ª-19ª)
 Massimo Agovino (20ª)
 Salvatore Marra (21ª-34ª)
- 2016-2017  Raffaele Esposito (giu.-set.)
 Egidio Pirozzi (1ª-11ª)
 Giuseppe Catalano (12ª)
 Oberdan Biagioni (13ª-34ª)
- 2017-2018  Nicola Ragno
- 2018-2019  Nicola Ragno (1ª-5ª)
 Giuseppe Raffaele (6ª-38ª e play-off)
- 2019-2020  Giuseppe Raffaele
- 2020-2021  Mario Somma (1ª-8ª)
 Ezio Capuano (9ª-22ª)
 Fabio Gallo (23ª-38ª)
- 2021-2022  Fabio Gallo (1ª-10ª)
 Bruno Trocini (11ª-21ª)
 Pasquale Arleo (22ª-38ª)
- 2022-2023  Sebastiano Siviglia (1ª-10ª) 
 Giuseppe Raffaele (11ª-38ª e play-off)
- 2023-2024  Alberto Colombo (1ª-7ª) 
 Pietro De Giorgio (8ª, 17ª-19ª, 37ª-38ª)
 Franco Lerda (9ª-16ª)
 Marco Marchionni (20ª-36ª)
- 2024-2025  Pietro De Giorgio

- 1920-1922  Domenico Bavusi
- 1922-1925  Leonardo Morlino
- 1925-1933  Alfredo Viviani
- 1933-1934  Franco Catalani
- 1934-1936  Filippo Rautiis
- 1936-1937  Alfredo Viviani
- 1937-1938  Alfredo Viviani (1ª-9ª)
 Antonio Santomassimo (9ª-30ª)
- 1938-1939  Mario Sileo
- 1939-1940  Antonio Quaglietta
- 1940-1941  Angelo Iannelli
- 1941-1942  Rocco Jannelli
- 1942-1943  Domenico Calvi
- 1943-1945 Il club è inattivo per cause belliche.
- 1945-1946  Cesare Conti
- 1946-1949  Domenico Calvi
- 1949-1952  Francesco Speranza
- 1952-1953  Antonio Franco
- 1953-1954  Giovanni Lebotti
- 1954-1955  Gerardo Di Bello
- 1955-1957  Giovanni Lebotti
- 1957-1965  Francesco Petrullo
- 1965-1967  Giovanni Ferri (commissario nel 1964-1965)
- 1967-1968  Giovanni Beneventi (amm. unico)
- 1968-1972  Egidio Sarli
- 1972-1973  Michele Cimadomo (comitato di gestione)
- 1973-1975  Fausto Somma
- 1975-1976  Nicola Cerverizzo
- 1976-1978  Saverio Lauciello
- 1978-1979  Nicola Cerverizzo (pres. facente funzioni)
- 1979-1981  Luigi Santarsiere (comm. straordinario nel 1979-1980)
- 1981-1982  Angelo Di Lorenzo
 Vincenzo Montano (da ottobre)
- 1982-1983  Vincenzo Montano
- 1983-1984  Giuseppe Pugliese
- 1984-1985  Vincenzo Cuomo
- 1985-1986  Vincenzo D'Ambrosio
- 1986-1990  Pasquale Pietrafesa
- 1990-1991  Alessandro Geraldi
- 1991-1994  Generoso D'Onofrio
- 1994  Peppino Sabia
- 1994-1997  Giovanni Basentini
- 1997-2000  Pasquale Donarumma de Luca
- 2000-2004  Piervito Bardi
- 2004-2005  Raffaele Marino
 Raffaele Zaccagnino
- 2005-2006  Luigi Calluori
- 2006-2009  Giuseppe Postiglione
- 2008-2009  Rosario Pellegrino (ad interim)
- 2009-2010  Donato Arcieri (amm. unico)
 Rocco Galasso (amm. unico)
- 2010-2011  Giuseppe Postiglione
- 2011-2012  Pasquale Capobianco
- 2012-2013  Pasquale Capobianco 
 Piero Basile
 Luciano Gioia
 Rocco Galasso (amm. unico)
- 2013-2014  Antonello Grignetti 
 Gianni Occhinegro
 Katia Calafati
- 2014-2015  Antonello Grignetti (fino a ottobre)
 Maurizio Notaristefani (da ottobre)
- 2015-2016  Umberto Vangone e  Andrea Vertolomo
- 2016-2017  Umberto Vangone e  Andrea Vertolomo (fino a febbraio)
 Michele Saponara (da febbraio a luglio)
- 2017-2022  Salvatore Caiata
- 2022-  Donato Macchia

## Calciatori

### Hall of Fame

Un giovane Roberto Boninsegna in allenamento.

Il seguente è l'elenco dei giocatori facenti parte della Hall of Fame presente sul sito ufficiale del club.
- Silvino Bercellino (1964-1965)
- Roberto Boninsegna (1964-1965)
- Giuseppe Catalano (1987-1991)
- Francesco Colonnese (1989-1991)
- Fernando Scarpa (1968-1971; 1974-1975; 1978-1983)
- Fabio Bucciarelli (1991-1992)
- Emiliano Bigica (1992-1993)
- Aldo Agroppi (1966-1967)
- Vito Stenta (1974-1976; 1977-1979; 1984-1985; 1988-1989)
- Michele De Simone (2000-2001)
- Giuseppe Lolaico (2002-2003; 2006-2010; 2014-2016)
- Francesco Libro (1991-1993)

### Capitani
- Guido Rigotti (1938-1939)[83]
- Pilade Canuti (1964-1965)[84]
- Nando Scarpa (1974-1975)[85]
- Antonio Torti (1991-1992)[84]
- Leonardo Volturno (1994-2002)[86][87]
- Domenico Colletto (2006-2007)[84]
- Francesco Dettori (2007-2008)[84]
- Rocco Mastroberti (2013-2014)[88]
- Giuseppe Lolaico (2014-2016)[84][89]
- Gennaro Esposito (2016-2018)[90]
- Carlos França (2018-2020)[91]
- Mario Coppola (2020-2021)[92]
- Giuseppe Coccia (2021-2022)
- Salvatore Caturano (2022-oggi)

### Contributo alle Nazionali
Il libero Franco Battisodo è stato convocato nella nazionale italiana Under-21 mentre militava nelle file del Potenza nella stagione 1967-1968.
Il terzino Giuseppe Lolaico, bandiera del Potenza a cavallo tra gli anni 2000 e gli anni 2010, ed il difensore Luigi Cuomo parteciparono alla XXV universiade di Belgrado nell'estate del 2009 con la nazionale universitaria italiana di calcio, conquistando la medaglia d'argento nel rispettivo torneo maschile.

## Palmarès

### Competizioni interregionali
- Serie C: 1

1962-1963 (girone C)
- Serie C2: 1

1991-1992 (girone C)
- Serie D: 3

1960-1961 (girone F), 1974-1975 (girone G), 2017-2018 (girone H)

### Competizioni regionali
- Eccellenza Basilicata: 1

2013-2014
- Promozione Basilicata: 2

1956-1957, 1986-1987
- Campionato Dilettanti Basilicata: 1

1958-1959 (girone A)

### Altri piazzamenti
- Serie C:

Terzo posto: 1961-1962 (girone C)
- Serie C2:

Terzo posto: 1981-1982 (girone D) 2006-2007 (girone C)
- Serie D:

Secondo posto: 1999-2000 (girone I)
Terzo posto: 1977-1978 (girone H), 2000-2001 (girone I), 2014-2015 (girone H)
- Campionato Nazionale Dilettanti:

Terzo posto: 1998-1999 (girone G)
- Coppa Italia Serie D:

Semifinalista: 2017-2018
- Eccellenza:

Terzo posto: 2012-2013
- Promozione:

Terzo posto: 1950-1951 (girone N), 1951-1952 (girone N)

## Statistiche e record

### Partecipazione ai campionati
| Livello | Categoria                          | Partecipazioni | Debutto   | Ultima stagione | Totale |
| ------- | ---------------------------------- | -------------- | --------- | --------------- | ------ |
| 2º      | Serie B                            | 5              | 1963-1964 | 1967-1968       | 5      |
| 3º      | Prima Divisione                    | 1              | 1934-1935 | 1934-1935       | 33     |
| 3º      | Serie C                            | 26             | 1935-1936 | 2024-2025       | 33     |
| 3º      | Serie C1                           | 3              | 1992-1993 | 2007-2008       | 33     |
| 3º      | Lega Pro Prima Divisione           | 2              | 2008-2009 | 2009-2010       | 33     |
| 4º      | Promozione                         | 3              | 1949-1950 | 1951-1952       | 31     |
| 4º      | IV Serie                           | 4              | 1952-1953 | 1955-1956       | 31     |
| 4º      | Serie D                            | 10             | 1959-1960 | 2017-2018       | 31     |
| 4º      | Serie C2                           | 15             | 1978-1979 | 2006-2007       | 31     |
| 5º      | Campionato Interregionale - 2 Cat. | 1              | 1957-1958 | 1957-1958       | 13     |
| 5º      | Campionato Interregionale          | 1              | 1987-1988 | 1987-1988       | 13     |
| 5º      | Campionato Nazionale Dilettanti    | 5              | 1994-1995 | 1998-1999       | 13     |
| 5º      | Serie D                            | 6              | 1999-2000 | 2012-2013       | 13     |

In 83 stagioni sportive disputate dall'esordio a livello nazionale nel 1934. Sono escluse le stagioni 1956-57, 1958-59, 1986-87, dal 2010 al 2012, e 2013-14, nelle quali il Potenza ha partecipato ai tornei del Comitato Regionale Lucano.

### Partecipazione alle coppe
| Competizione                    | Partecipazioni | Debutto   | Ultima stagione | Totale |
| ------------------------------- | -------------- | --------- | --------------- | ------ |
| Coppa Italia                    | 14             | 1935-1936 | 2020-2021       | 14     |
| Coppa Italia Semiprofessionisti | 6              | 1975-1976 | 1980-1981       | 26     |
| Coppa Italia Serie C            | 18             | 1981-1982 | 2021-2022       | 26     |
| Coppa Italia Lega Pro           | 2              | 2008-2009 | 2009-2010       | 26     |
| Coppa Italia Serie D            | 10             | 1999-2000 | 2017-2018       | 10     |

### Statistiche di squadra
Il Potenza, in virtù delle sue partecipazioni ai campionati professionistici, risulta essere l'unica squadra della regione Basilicata a comparire tra i primi cento posti nella graduatoria della tradizione sportiva italiana stilata dalla FIGC.
Il 2 agosto 2015 il Potenza (che schiera la formazione Juniores) perde 15-0 contro il Cittadella nella partita valida per il primo turno di Coppa Italia: è la sconfitta più pesante mai subita nella storia di questa competizione.

### Statistiche individuali
Il primatista di presenze con la maglia del Potenza è il portiere Antonio Marganella. Il bomber più prolifico di sempre è Fernando Scarpa, con 51 gol (49 in campionato e 2 in Coppa Italia). Vincenzo Rosito è invece il calciatore con più presenze in Serie B (162).
| Record di presenze - ? Antonio Marganella (1942-1943, 1946-1956, 1957-1960) - ? Alfredo Mancinelli (1945-1958) - 228 Vincenzo Rosito (1960-1961, 1962-1968) - 219 Fernando Scarpa (1968-1971, 1974-1975, 1978-1983) - 204 Leonardo Volturno (1994-2002) - 183 Francesco Dettori (2004-2008, 2018-2020) - 180 Giuseppe Coccia (2017-2022) - 167 Vincenzo Rosito (1960-1961, 1962-1968) - 115 Leandro Guaita (2016-2019, 2021-2022) - 98 Franco Carrera (1963-1965, 1966-1967) | Record di reti - 51 Fernando Scarpa (1968-1971, 1974-1975, 1978-1983) - 46 Carlos França (2017-2020) - 45 Salvatore Caturano (2022-2025) - 26 Vincenzo Rosito (1960-1961, 1962-1968) - 23 Franco Carrera (1963-1965, 1966-1967) - 21 Leandro Guaita (2016-2019, 2021-2022) |

## Tifoseria

### Storia

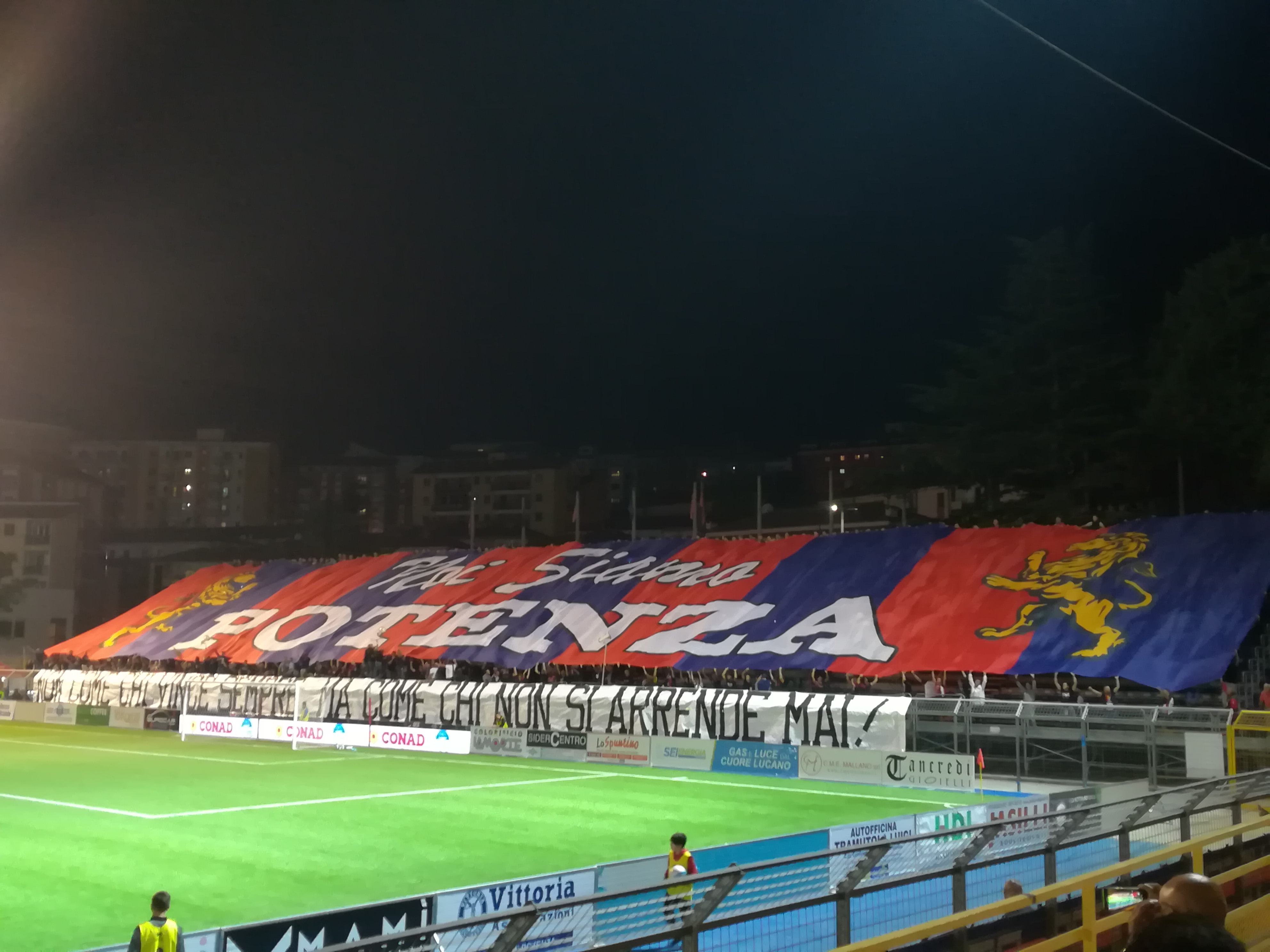
La tifoseria del Potenza nella Curva Ovest del Viviani

Il primo gruppo organizzato di tifosi a Potenza fu quello de i Fedelissimi, nato nel dicembre 1966, ma le origini del movimento ultrà potentino risalgono ai primi anni ottanta con la nascita degli Ultrà Potenza, nel 1982. Alcune fra le sezioni più attive degli Ultrà Potenza furono il Gruppo Piazza Cagliari, Tritasassi e Simpatiche Canaglie, che costituirà la prima cellula della Brigata Ostile. Altro gruppo che ha fatto la storia del tifo potentino è quello denominato Strà Kaos, nato nel 1987 da alcuni militanti degli Ultrà Potenza dissidenti dal gruppo storico. Questi due gruppi si fonderanno cambiando nome semplicemente in Ultras, nel 1997. Altri gruppi storici nati negli anni ottanta furono la Gioventù Rossoblu, i Boys, i Warriors, il Nucleo Storico e Happy Club. Negli anni novanta nacquero il Gruppo Sismico e i Briganti. Tra i gruppi noti negli anni duemila vi sono la Stirpe Lucana, i Rude Boys e la Banda Sponge, quest'ultima ancora in attività. Uno dei gruppi visti allo stadio Viviani di più recente fondazione prende il nome di Lions, nato nel 2010.
Il gruppo organizzato attualmente più numeroso e rappresentativo della tifoseria del Potenza prende il nome, a partire dall'agosto 2018, di Potenza Ultras, formazione di tifosi che nacque con il nome di Curva Ovest nella seconda metà degli anni novanta, ovvero negli anni immediatamente successivi al secondo fallimento della società, avvenuto nel 1994.
I gruppi ultrà potentini sono noti per il particolare stile del tifo che richiama quello delle firm britanniche, caratterizzato dall'utilizzo di cori e vessilli della propria squadra ma senza l'impiego di tamburi, solitamente adoperati dalle tifoserie organizzate italiane.
La tifoseria del Potenza ha dimostrato il suo attaccamento alle sorti della squadra e della società in varie occasioni: nel 2010, quando un gruppo di appassionati diede il via ad un tentativo di azionariato popolare per dare sostegno economico alla società; nel 2016, con la protesta contro la cattiva gestione societaria; nel 2017, quando un gruppo di imprenditori simpatizzanti per i Rossoblù realizzò a proprie spese il rifacimento della facciata dello stadio cittadino.
Secondo l'osservatorio nazionale sulle manifestazioni sportive, il Potenza possiede anche gruppi di destra e di estrema destra nella tifoseria.

### Gemellaggi e rivalità
La tifoseria potentina ha due gemellaggi: con la Vultur Rionero e con l'Altamura. Esiste una vecchia amicizia anche con i tifosi dell'Acireale risalente agli inizi degli anni novanta; vi sono rapporti di reciproco rispetto pur non essendoci alcun gemellaggio anche con le tifoserie del Catanzaro, Catania, Nocerina, SPAL e Turris.
Per quanto riguarda le rivalità, la più sentita dalla tifoseria è senza dubbio quella con i corregionali del Matera, che contro il Potenza disputa il principale derby della Basilicata. Tifoserie rivali sono anche quelle di Melfi, Salernitana, Juve Stabia, Siracusa e Battipagliese. Rivalità minori nei confronti dei supporter di Monopoli, Trani, Barletta, Gallipoli, Perugia e Lanciano. Quella con la Cavese è una rivalità molto sentita, sin dagli anni settanta. Più recente l'astio nei confronti dei tifosi del Benevento, sorto in occasione dei play-off di Serie C2 della stagione 2006-2007anche se attenuatosi negli ultimi anni in reciproca indifferenza; rivalità anche con i sostenitori dell'Audace Cerignola, originatasi nella stagione 2017-2018, in seguito a scaramucce accadute nelle partite di campionato. Un'altra rivalità nata nella stagione 2024-2025 è quella con i tifosi del Avellino,a seguito degli scontri allo Stadio Viviani

## Organico

### Rosa 2024-2025
Aggiornata al 31º Gennaio 2025.
| N. |                   | Ruolo | Calciatore             |
| -- | ----------------- | ----- | ---------------------- |
| 22 | Italia (bandiera) | P     | Fabrizio Alastra       |
| 24 | Italia (bandiera) | P     | Tommaso Cucchietti     |
| 33 | Italia (bandiera) | P     | Pier Francesco Galiano |
| 3  | Italia (bandiera) | D     | Agostino Camigliano    |
| 2  | Italia (bandiera) | D     | Vincenzo Galletta      |
| 6  | Italia (bandiera) | D     | Cristian Riggio        |
| 14 | Italia (bandiera) | D     | Luca Milesi            |
| 19 | Italia (bandiera) | D     | Giacomo Sciacca        |
| 23 | Italia (bandiera) | D     | Francesco Rillo        |
| 26 | Italia (bandiera) | D     | Bruno Verrengia        |
| 35 | Italia (bandiera) | D     | Mattia Novella         |
| 66 | Italia (bandiera) | D     | Riccardo Burgio        |
| 80 | Italia (bandiera) | D     | Elio Landi             |
| 16 | Italia (bandiera) | C     | Nico Valisena          |

| N. |                    | Ruolo | Calciatore          |
| -- | ------------------ | ----- | ------------------- |
| 4  | Italia (bandiera)  | C     | Lorenzo Ferro       |
| 5  | Brasile (bandiera) | C     | Lucas Felippe       |
| 8  | Italia (bandiera)  | C     | Manuele Castorani   |
| 18 | Italia (bandiera)  | C     | Pasquale Mazzocchi  |
| 21 | Italia (bandiera)  | C     | Emanuele Schimmenti |
| 27 | Marocco (bandiera) | C     | Bilal Erradi        |
| 31 | Grecia (bandiera)  | C     | Antonis Siatounis   |
| 77 | Italia (bandiera)  | C     | Matteo Ghisolfi     |
| 7  | Italia (bandiera)  | A     | Gianluca D'Auria    |
| 9  | Italia (bandiera)  | A     | Salvatore Caturano  |
| 15 | Italia (bandiera)  | A     | Gabriele Selleri    |
| 17 | Italia (bandiera)  | A     | Luca Mazzeo         |
| 30 | Italia (bandiera)  | A     | Luca Petrungaro     |
| 90 | Italia (bandiera)  | A     | Marco Rosafio       |

### Staff tecnico
Staff tecnico e sanitario aggiornati al 23 gennaio 2025.
Staff tecnico
- Pietro De Giorgio - Allenatore
- Gerardo Alfano - Vice allenatore
- Antonio Macri' - Preparatore dei portieri
- Rocco Rinaldi - Match analyst
- Domenico Bronzi - Preparatore atletico
- Roberto De Luce - Preparatore atletico
- Mario Romaniello - Magazziniere
- Rocco Barra - Magazziniere
- Paolo Fatigante - Team manager

---
Staff medico
- Francesco Miele - Medico responsabile sanitario
- Antonio Sacco - Medico sociale
- Lorenzo Passarelli - Medico sociale
- Croce Rossa Italiana - Medical Stadium

## Altre sezioni sportive

### Calcio femminile
La prima squadra femminile del Potenza Calcio fu istituita già nel 1971. Nella stagione 2017-2018 la società ricostituisce la sezione femminile con cui vince il campionato regionale lucano di Serie C (denominato a partire dalla stagione successiva Eccellenza regionale) conquistando la promozione nel terzo livello ossia la nuova Serie C nazionale. Inoltre, nella stessa stagione, si aggiudica anche la relativa Coppa Italia Regionale.

### Ciclismo
Negli anni trenta la società, ancora denominata Sport Club Lucano, era attiva anche nel ciclismo; nel 1932 organizzò infatti uno dei primi giri ciclistici della Basilicata, riservato ad atleti affiliati all'Unione velocipedistica italiana nati o residenti nella regione.